# Mustavaara (kulle i Finland, Lappland, Rovaniemi, lat 66,87, long 25,75)
Mustavaara är en kulle i Finland.   Den ligger i den ekonomiska regionen  Rovaniemi ekonomiska region  och landskapet Lappland, i den norra delen av landet, 700 km norr om huvudstaden Helsingfors. Toppen på Mustavaara är 167 meter över havet.
Terrängen runt Mustavaara är platt. Runt Mustavaara är det mycket glesbefolkat, med 2 invånare per kvadratkilometer. Det finns inga samhällen i närheten. 